# Лютово (станция)
Лю́тово — железнодорожная станция Костромского направления Северной железной дороги железнодорожной линии Ярославль-Нерехта.
Расположена при одноимённом населённом пункте станция Лютово, к востоку от села Лютово Ярославской области России.
Рядом со станцией, со стороны Ярославля, находится железнодорожный переезд автодороги.
На станции имеются 2 низкие платформы — боковая и островная, касса для продажи билетов на пригородные поезда.
На станции останавливаются все пригородные и некоторые пассажирские поезда и электропоезда-экспрессы сообщением Ярославль — Кострома.

## Дальнее сообщение
| № поезда | Маршрут движения  | № поезда | Маршрут движения  |
| -------- | ----------------- | -------- | ----------------- |
| 147      | Кострома — Москва | 148      | Москва — Кострома |